# Ewangelia Macieja
Ewangelia Macieja – zaginiony, powstały w II wieku apokryf Nowego Testamentu, którego rzekomym autorem miał być Maciej Apostoł (według Dz 1,15-26 wybrany w miejsce Judasza Iskarioty).
O ewangelii wzmiankują Klemens Aleksandryjski, Orygenes, Euzebiusz z Cezarei (który określił ją jako heretycką) i Hieronim ze Strydonu (który określił ją jako apokryf).
Można przypuszczać, że fragmenty tej ewangelii mają zabarwienie gnostyckie – Klemens Aleksandryjski w liście napisał: Podobno również Maciej tak nauczał, że trzeba walczyć z ciałem i lekceważyć je, w najmniejszym zaś stopniu nie folgować jego pragnieniu rozkoszy, lecz stosować karę, duszę natomiast rozwijać za pośrednictwem wiary i poznania.